# 김민겸
김민겸(한국 한자: 金旻謙, 1986년 10월 19일~)은 전 KBO 리그 넥센 히어로즈의 투수이자, 전 경찰 야구단의 투수코치이다.

## 출신학교
- 서울미성초등학교
- 강남중학교 (서울)
- 청주기계공업고등학교
- 탐라대학교